# Breel Embolo
Breel Donald Embolo (Yaoundé, 14 de fevereiro de 1997) é um futebolista camaronês naturalizado suíço que atua como atacante. Atualmente, defende o Monaco.

## Carreira
Com passagens pelo Nordstern e pelo Old Boys, duas pequenas equipes da Basileia, Embolo foi para o Basel em 2010, para jogar nas categorias de base. Três semanas antes de completar 16 anos, assinou o primeiro contrato profissional.
A estreia foi no jogo entre Basel e Red Bull Salzburg, pela Liga Europa de 2013-14, entrando no lugar de Serey Die. No Campeonato Suíço, o debute foi contra o Aarau, 3 dias depois, também entrando no segundo tempo. Desde então, foram 86 jogos no total, marcando 30 gols.

### Schalke 04
Em 20 de agosto de 2016 estreou e marcou seu primeiro gol pelo Schalke 04, na vitória por 4–1 sobre o FC 08 Villingen, pela Copa da Alemanha de 2016–17.

## Seleção Suíça
Tendo atuado nas categorias de base da Seleção Suíça, Embolo chegou a ser elegível para defender Camarões, porém optou em atuar pelo país que o adotou. Sua estreia internacional foi em março de 2015, contra os Estados Unidos, e assim como fora na Liga Europe e no Campeonato Suíço, entrou como substituto de Josip Drmić.
Convocado para a Eurocopa de 2016, é um dos 8 jogadores do elenco que nasceram em outros países, juntamente com o também camaronês François Moubandje, o marfinense Johan Djourou, os kosovares Xherdan Shaqiri e Valon Behrami, o cabo-verdiano Gelson Fernandes e os macedônios Blerim Džemaili e Admir Mehmedi.
Na estreia da Copa do mundo do Qatar em 2022, no dia 24 de Novembro o atacante marcou seu primeiro gol em Copas do mundo na vitória da Suíça por 1x0 diante de Camarões, país de nascimento do jogador, por isso não comemorou.

## Títulos
Basel
- Campeonato Suíço Sub-16: 2011–12 e 2012–13
- Campeonato Suíço: 2013–14, 2014–15, 2015–16

### Prêmios individuais
- 50 jovens promessas do futebol mundial de 2016 (La Gazzetta dello Sport)[5]
- 27º melhor jogador sub-21 de 2016 (FourFourTwo)[6]